# Nancy in London
Nancy in London è il terzo album in studio della cantante e attrice statunitense Nancy Sinatra, pubblicato nel 1966. Arrangiato e diretto da Billy Strange, l'album è stato prodotto da Lee Hazlewood. Ha raggiunto la posizione 122 nella classifica Billboard 200.

## Tracce
1. On Broadway – 2:43 (Jerry Leiber, Barry Mann, Mike Stoller, Cynthia Weil)
2. The End – 2:22 (Sid Jacobson, Jimmy Krondes)
3. Step Aside – 2:33 (Tommy Jennings)
4. I Can't Grow Peaches on a Cherry Tree – 2:38 (Estelle Levitt, Camille Monte)
5. Summer Wine (with Lee Hazlewood) – 3:40 (Lee Hazlewood)
6. Wishin' and Hopin' – 2:49 (Burt Bacharach, Hal David)
7. This Little Bird – 2:07 (John D. Loudermilk)
8. Shades – 2:15 (Hazlewood)
9. The More I See You – 2:28 (Mack Gordon, Harry Warren)
10. Hutchinson Jail – 2:47 (Hazlewood)
11. Friday's Child – 3:00 (Hazlewood)